# Velaines (Frankrijk)
Velaines is een gemeente in het Franse departement Meuse (regio Grand Est). Velaines telde op 1 januari 2022 880 inwoners.
De gemeente maakt sinds maart 2015 deel uit van het kanton Ancerville toen het werd overgeheveld van het kanton Ligny-en-Barrois. De plaats valt, net als de genoemde kantons, onder het arrondissement Bar-le-Duc. Ze maakt ook deel uit van de Communauté d'Agglomération Bar-le-Duc Sud Meuse, een samenwerkingsverband tussen 33 gemeenten.

## Geografie
De oppervlakte van Velaines bedroeg op 1 januari 2022 10,71 vierkante kilometer; de bevolkingsdichtheid was toen 82,2 inwoners per km².

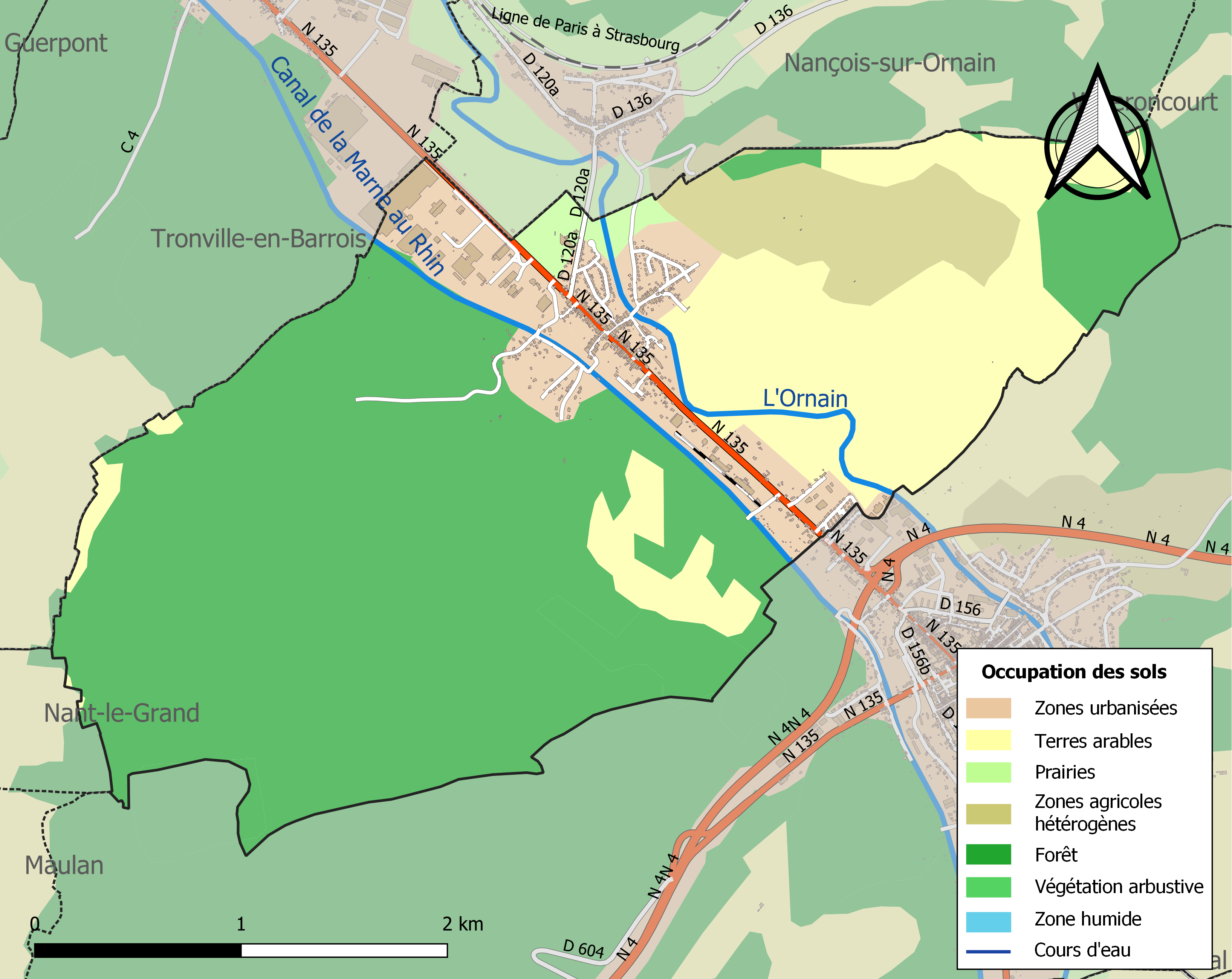
Kaart van de gemeente met de belangrijkste infrastructuur, bodemgebruik en omliggende gemeenten

## Demografie
Onderstaande figuur toont het verloop van het inwonertal (bron: INSEE-tellingen).